# 2817 Perec
A 2817 Perec (ideiglenes jelöléssel 1982 UJ) a Naprendszer kisbolygóövében található aszteroida. Edward L. G. Bowell fedezte fel 1982. október 17-én.